# SodaStream
SodaStream ist ein Hersteller von Trinkwassersprudlern mit Hauptsitz bei Tel Aviv in Israel und weltweit 22 Produktionsstätten.

## Geschichte
Die ersten Wassersprudler wurden 1903 in Großbritannien gefertigt. Dort kamen die Geräte zunächst in der Gastronomie und in Haushalten der Oberschicht zum Einsatz. Die britische Firma SodaStream brachte zu Beginn der 1970er Jahre erstmals einen günstigen Trinkwassersprudler für den Haushaltsgebrauch auf den Markt. 1985 übernahm der Schweppes-Konzern Markenrechte, Technik und den Geschäftsbetrieb von Sodastream. Der Engländer Peter Wiseburgh war zu der Zeit Repräsentant von SodaStream für Israel und gründete 1991 Soda-Club, das ein eigenes Sprudelgerät entwickelte. Im Jahr darauf exportierte er nach Südafrika, 1993 in die Schweiz, 1994 nach Deutschland. 1998 übernahm Wiseburghs Firma SodaStream, 2009 die Konkurrenzmarke Wassermaxx.

Logo bis Oktober 2008

Nachdem es bereits 1998 mit dem britischen Konkurrenten SodaStream die entsprechenden Markenrechte erworben hatte, wurde Soda-Club im April 2010 in Deutschland, Österreich und der Schweiz in SodaStream umbenannt. Der Markenname Soda-Club wird seit diesem Zeitpunkt nicht mehr verwendet, auch die Gesellschaften wurden inzwischen entsprechend umbenannt. Seit 2010 ist SodaStream an der Nasdaq notiert.
Am 20. August 2018 wurde bekannt, dass der US-amerikanische Konzern PepsiCo für rund 3,2 Milliarden US-Dollar (rund 2,8 Milliarden Euro) SodaStream übernehmen wird. Die Übernahme ist inzwischen erfolgt. Im Werk arbeiten 1500 Mitarbeiter. Im Jahre 2019 wurde angekündigt, das Werk für etwa 92 Millionen US-Dollar auszubauen und weitere 1000 Mitarbeiter einzustellen.
Im Oktober 2018 hat das Unternehmen vor der Küste der honduranischen Insel Roatán eine groß angelegte Aktion gestartet, um Plastikmüll aus den Gewässern der Karibik zu fischen. Dabei kam zunächst probeweise auch ein Meeresfahrzeug mit dem Namen Holy Turtle (Heilige Schildkröte) zum Einsatz, dessen Idee an Systeme zur Eindämmung von Ölteppichen angelehnt ist. Es besteht aus einem rund 305 Meter langem schwimmendem Gefährt, das von zwei Schiffen geschleppt wird. Mit der Aktion soll die Aufmerksamkeit auf eine Reduzierung von Einweg-Kunststoffen zugunsten von Mehrweg und auf Recycling gesetzt werden.

## Produkte und Marktstellung

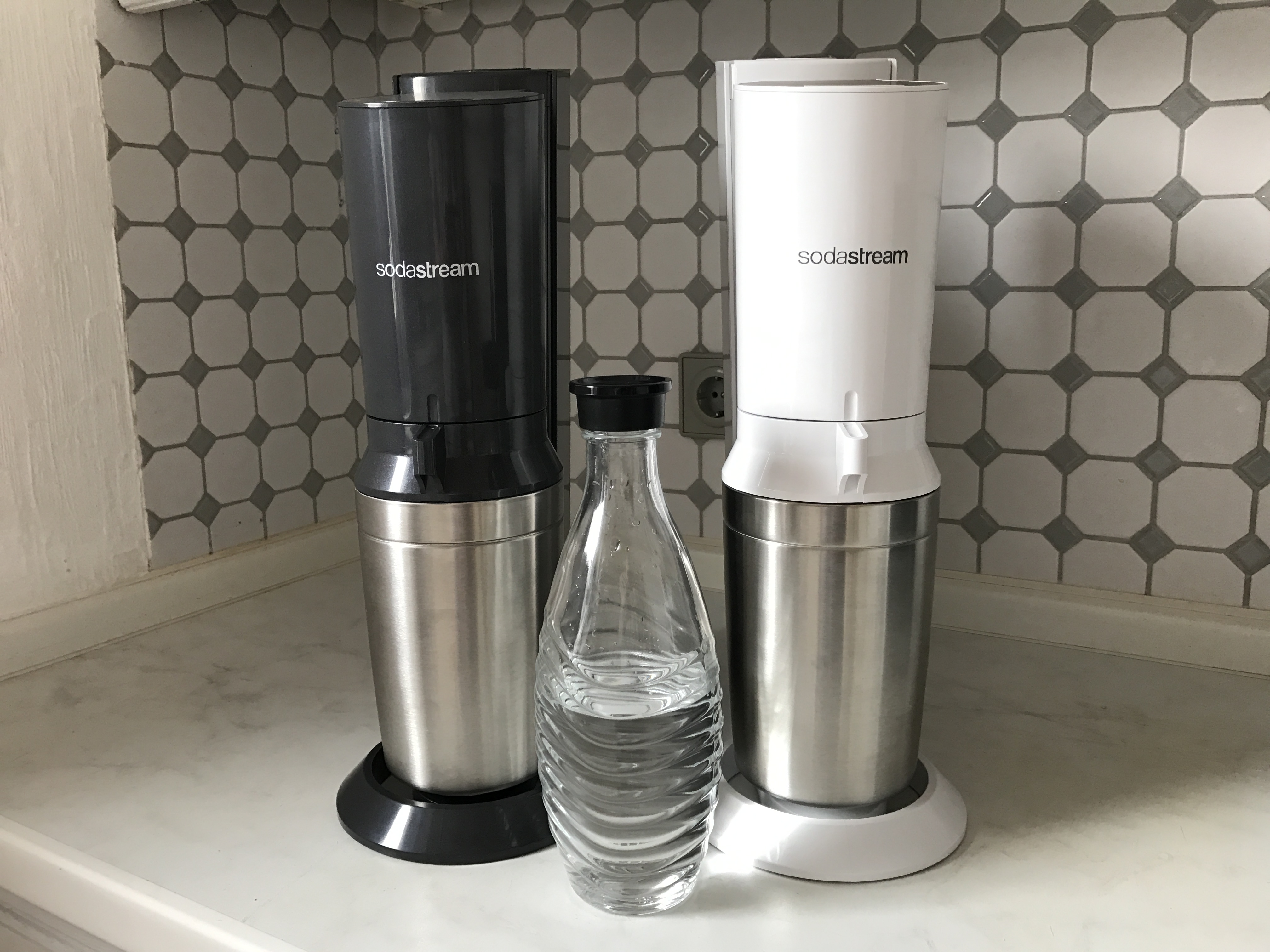
Trinkwassersprudler

SodaStream produziert Trinkwassersprudler zur häuslichen Herstellung von mit Kohlensäure versetzten Getränken. Es werden Modelle mit Glas- oder Kunststoffflaschen sowie mit Stahl- (Kapazität für 30 Liter Wasser) oder Aluminiumzylindern (Kapazität für 60 Liter Wasser) angeboten. Beim Kauf eines Sprudlers wird dem Kunden ein CO2-Zylinder zum Gebrauch überlassen. Zur Produktpalette zählt weiterhin eine große Auswahl von Sirups in verschiedenen Geschmacksrichtungen. Bei Trinkwassersprudlern ist SodaStream in Deutschland und Österreich Marktführer. Der Marktanteil lag 2004 in Deutschland bei 78 Prozent und 2010 in Österreich bei 84 Prozent. Geworben wird unter anderem mit dem Umweltargument, dass durch den Konsum der Produkte von SodaStream viele Limonadenflaschen eingespart werden könnten. Im Februar 2014 gab Samsung bekannt, dass das Unternehmen künftig Kühlschränke mit eingebautem SodaStream-Trinkwassersprudler anbieten würde.
In einem weiteren Geschäftsfeld entwickelte das Unternehmen von 1999 bis 2006 für 15 Millionen US-Dollar eine kühlschrankgroße Wasseraufbereitungsanlage für Großkunden wie Krankenhäuser und Schulen, die aus verunreinigtem Wasser Trinkwasser machen kann. Damit können gemäß WHO-Standards monatlich bis zu 10.000 Liter Trinkwasser aufbereitet werden. Die Geräte sollen von der indischen Blue Star Group in Pune produziert werden.
Das Unternehmen stellt ferner Feuerlöschgeräte her.

## Standorte
Trinkwassersprudler, Flaschen und Sirups werden von SodaStream International Ltd. auch in Israel gefertigt. Die Produktionsstätte in der israelischen Siedlung Maʿale Adummim im Westjordanland wurde 2015 geschlossen.
In Deutschland hat die Tochtergesellschaft SodaStream GmbH ihren Sitz in Frankfurt. Verwaltung und Produktion (Befüllung der CO2-Zylinder für den europäischen Markt) befinden sich in Limburg an der Lahn.

## Kontroversen

### Wiederbefüllung der CO2-Zylinder

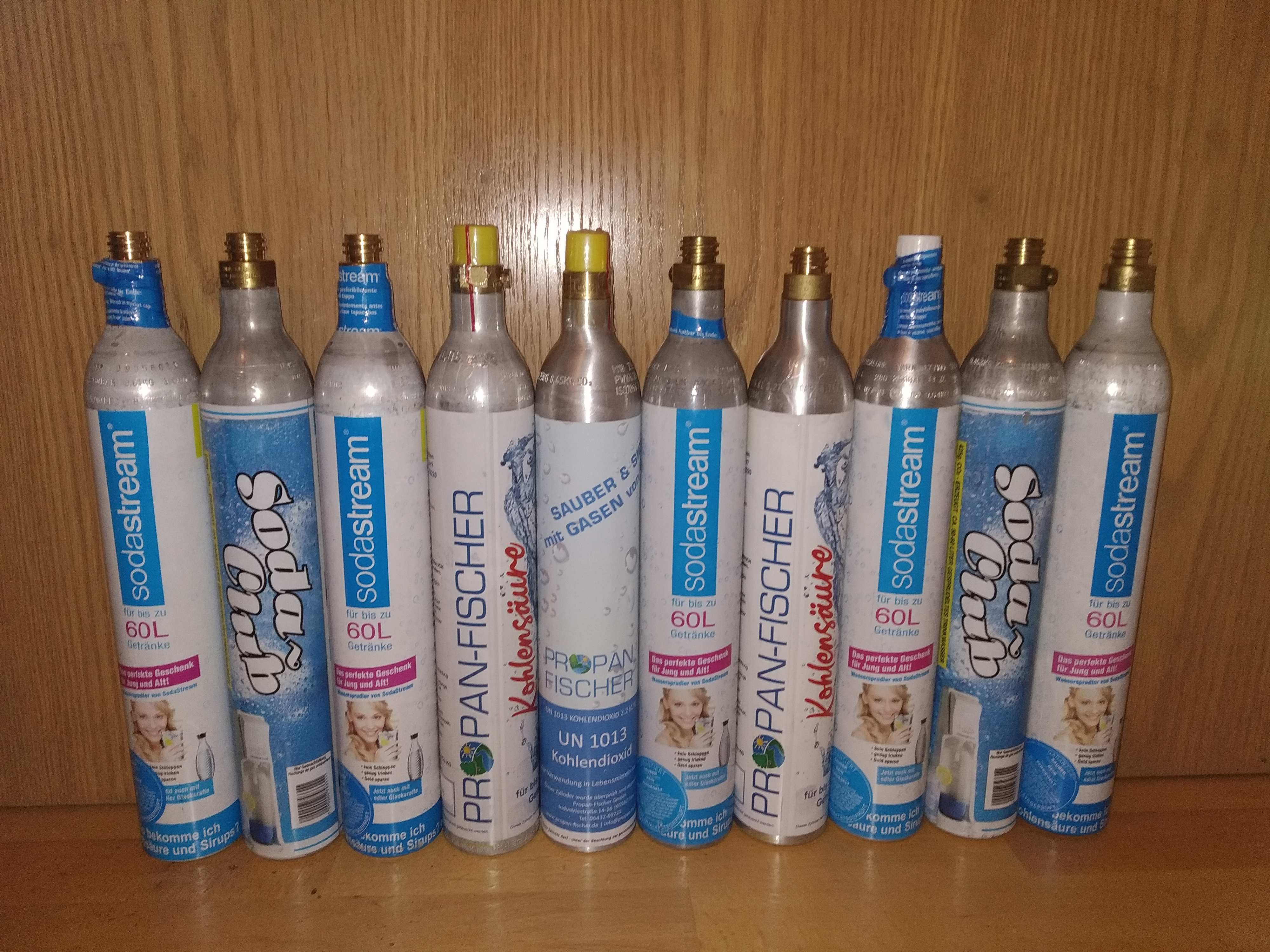
Mehrere baugleiche CO_{2}-Zylinder mit 425 g CO_{2} von verschiedenen Abfüllunternehmen, wie sie in Trinkwassersprudlern u. a. von SodaStream verwendet werden

Zeitweilig versuchte das Unternehmen, sich bzw. seinen Lizenznehmern in Deutschland das exklusive Recht auf die Wiederbefüllung der CO2-Zylinder zu sichern. Der erste Anlauf dazu unter Berufung auf eine angebliche Verletzung von Markenrechten scheiterte zunächst vor dem Oberlandesgericht Düsseldorf und dann vor dem Bundesgerichtshof (BGH). Im zweiten Anlauf änderte der Konzern sein Vertriebskonzept und verkaufte keine CO2-Zylinder mehr, sondern bot sie nur mehr zur Miete an und erklärte, dass nur ihm als Eigentümer das Recht über die Wiederbefüllung zustünde. Von Mitbewerbern auf den Markt gebrachte Ersatzzylinder wurden von Soda-Club nur gegen eigene getauscht. Gegen dieses Vertriebssystem erließ das Bundeskartellamt wegen Ausnutzung einer marktbeherrschenden Stellung und Verstoßes gegen das Gesetz gegen Wettbewerbsbeschränkungen am 9. Februar 2006 einen Untersagungsbeschluss. Das OLG Düsseldorf wies in einer am 14. März 2007 veröffentlichten Entscheidung eine Rechtsbeschwerde gegen diesen zurück. Am 4. März 2008 schließlich entschied der BGH, dass das Unternehmen die Befüllung oder den Tausch der eigenen CO2-Zylinder auch durch Wettbewerber zulassen muss. Zusätzlich muss auf den Zylinderetiketten auf diese Möglichkeit hingewiesen werden. Inzwischen setzen einige Händler auf kompatible CO2-Zylinder anderer Marken, welche sich zu einem günstigeren Preis wiederbefüllen lassen.

### Produktion im Westjordanland
SodaStream produzierte seine Geräte teilweise in einem Gewerbegebiet nahe der israelischen Siedlung Maʿale Adummim im Westjordanland. 500 der 1.300 Mitarbeiter der dortigen Fabrik waren palästinensische Araber aus dem Westjordanland, 450 arabische Israelis (einschließlich palästinensischer Araber mit registriertem Wohnsitz in Ostjerusalem) und 350 jüdische Israelis. Die Nichtregierungsorganisationen Coalition of Women for Peace, Schalom Achschaw, Boycott, Divestment and Sanctions (BDS) und andere kritisierten SodaStream für diese Produktionsstätte und riefen zu einem Boykott der Produkte auf.
SodaStream hatte erklärt, dass in den Produktionsanlagen Juden und Palästinenser friedlich und in jeder Hinsicht gleichberechtigt zusammenarbeiten würden. Palästinensische Mitarbeiter würden nach israelischem Tarif bezahlt, was dem Vierfachen eines palästinensischen Durchschnittslohns entspreche. Palästinensische Arbeiter bestätigen weitgehend die Darstellung von SodaStream und grenzten sich von den Boykottaufrufen ab, da diese den Palästinensern, die ihre Familien ernähren müssen, nicht helfen würden.
Im Zuge von Anfeindungen gegen die SodaStream-Werbe-Ikone Scarlett Johansson legte diese ihre Tätigkeit als Botschafterin der Nichtregierungsorganisation Oxfam wegen „fundamentaler Auffassungsunterschiede bezüglich der ‚Boycott-Divestment-and-Sanctions‘-Bewegung“ Anfang 2014 nieder, da Oxfam ebenfalls die Boykottaufrufe unterstützt, soweit diese sich auf israelische Siedlungen im Westjordanland beziehen. Johansson erhielt dabei auch Rückendeckung von palästinensischen Mitarbeitern von SodaStream.
SodaStream deklarierte seine im israelisch besetzten Westjordanland hergestellten Produkte als „Made in Israel“. EU-Richtlinien sehen jedoch vor, dass in den israelischen Siedlungen in den besetzten Gebieten hergestellte Waren nicht wie Waren aus Israel selbst – in den Grenzen von 1967 – zollfrei in die EU eingeführt werden können. Der Europäische Gerichtshof entschied am 25. Februar 2010, dass auf den Import von im Westjordanland hergestellten Soda-Club-Waren Zoll zu erheben ist. In dem vom Hamburger Finanzgericht vorgelegten Fall hatte die Firma Brita dort gefertigte Flaschen als israelische Produkte deklariert und damit aufgrund des Meistbegünstigungsprinzips zollfrei einführen wollen. Die für das Herkunftslabel maßgebliche Endmontage erfolgt nun in Alon Tavor in Galiläa, Sodastream kündigte jedoch an, dass es den Standort bei Maʿale Adummim selbst dann beibehalten wolle, wenn dieser letztlich unter Kontrolle eines Palästinenserstaates sein sollte, dem man dann auch gerne Steuern zahle. Im Sommer 2014 wurden insgesamt 500 palästinensische Mitarbeiter entlassen, weil Teile der Produktion nach Lehawim verlegt worden waren. Im August 2014 erklärte SodaStream, man überlege, die Fabrik im Westjordanland „aus rein finanziellen Gründen“ zu schließen.
Nach regelmäßigen BDS-Protesten vor der Londoner Stammfiliale der Einzelhandelskette John Lewis Partnership kündigte das Unternehmen an, es werde den Verkauf von SodaStream-Produkten aufgrund von gesunkenen Verkaufszahlen einstellen. Nach zwei Jahren allwöchentlicher Proteste der BDS-Bewegung wurde Ende Juni 2014 der Laden „EcoStream“ in Brighton, der sich in israelischem Besitz befindet und SodaStream-Produkte verkauft, geschlossen.
Im Juli 2014 forderten palästinensische Mitarbeiter von der Firma, dass die von Arbeitgeberseite gestellten Essensportionen größer sein sollten, da sie für das Fastenbrechen während des Ramadan nicht ausreichen würden. Im Verlauf des Konflikts wurden 60 Mitarbeiter fristlos entlassen.
2015 erfolgte die Verlegung des Werkes nach Rahat im Negev. Firmenchef Birnbaum hatte eingeräumt, dass die Fabrik ein „Stachel in der Seite“ des Unternehmens sei. Außerdem sollten Einsparungen von rund 7 Millionen Euro realisiert werden.

### Werbespot bei den Super Bowls
Immer wieder produziert SodaStream Werbespots, die die großen Cola-Hersteller direkt angreifen, weil deren Flaschen umweltschädlich seien. Bislang ist es jedoch nicht gelungen, diese senden zu lassen.
Im Werbefenster der Übertragung der Super Bowl 2013 wollte Sodastream in seinem Spot auch Lieferwagen von Coca-Cola und Pepsi-Cola zeigen. Bei jedem Druck des Sodabereiters zerspringen Flaschen der Konkurrenten. CBS lehnte diese Negativwerbung jedoch ab, und es musste ein Spot mit neutralen Limonadenflaschen gezeigt werden.
Bei der Super-Bowl-Übertragung 2014 sollte ein Spot gezeigt werden, in dem Scarlett Johansson „Sorry, Coke and Pepsi.“ sagt. Dieser Satz wurde vom übertragenden Sender Fox abgelehnt und nicht gesendet.

### „Shame or Glory“
Die Kampagne „Shame or Glory“ mit Game-of-Thrones-Star Thor Björnsson erhielt über 50 Millionen Klicks. Die International Bottled Water Association (IBWA) forderte SodaStream zum Stopp der Kampagne auf, sie enthalte „falsche, missverständliche und abschätzige Aussagen über Flaschenwasser“. Es folgten fünf weitere Unterlassungsaufforderungen. Neben Nestlé Waters wehrten sich auch der Coca-Cola-Konzern und Danone (Evian) direkt oder indirekt gegen die Kampagne. Der Geschäftsführer von Sodastream Deutschland, Ferdinand Barckhahn, kritisierte, dass die mächtige Flaschenlobby sich „erneut mit unfairen Mitteln gegen den Umweltschutz“ wehre. Sodastream gab demnach auch keine Unterlassungserklärung ab. Auch die Anzeigenkampagne 2017 geriet in Misskredit: Björnsson schließt seine Rede mit den Worten „Fuck plastic bottles“ („Scheiß auf Plastikflaschen“). Der britische Werberat ASA fand wegen des F-Wortes den Spot für bestimmte YouTube-Zielgruppen ungeeignet.